# Zjednoczone Emiraty Arabskie na Letnich Igrzyskach Olimpijskich 2004
Zjednoczone Emiraty Arabskie na XXVIII Letnich Igrzyskach Olimpijskich w Atenach reprezentowało 4 sportowców (sami mężczyźni) w 3 dyscyplinach. Był to szósty start Zjednoczonych Emiratów Arabskich na letnich igrzyskach olimpijskich.

## Zdobyte medale
| Medal | Zawodnik         | Dyscyplina  | Konkurencja   | Rezultat | Data        |
| ----- | ---------------- | ----------- | ------------- | -------- | ----------- |
| Złoto | Ahmad Al Maktoum | Strzelectwo | trap podwójny | 189 pkt. | 17 sierpnia |

## Skład reprezentacji

### Lekkoatletyka
| Zawodnik                 | Konkurencja   | Eliminacje | Eliminacje | Półfinał | Półfinał | Finał | Finał   |
| Zawodnik                 | Konkurencja   | Wynik      | Miejsce    | Wynik    | Miejsce  | Wynik | Miejsce |
| ------------------------ | ------------- | ---------- | ---------- | -------- | -------- | ----- | ------- |
| Ali Mohammed Al-Balooshi | bieg na 800 m | 1:51,76    | 74.        | NQ       | NQ       | NQ    | NQ      |

### Pływanie
| Zawodnik       | Konkurencja           | Eliminacje | Eliminacje | Półfinał | Półfinał | Finał | Finał   |
| Zawodnik       | Konkurencja           | Czas       | Miejsce    | Czas     | Miejsce  | Czas  | Miejsce |
| -------------- | --------------------- | ---------- | ---------- | -------- | -------- | ----- | ------- |
| Obaid Al Jasmi | 100 m stylem dowolnym | 54,17      | 58.        | NQ       | NQ       | NQ    | NQ      |

### Strzelectwo
| Zawodnik         | Konkurencja   | Kwalifikacje | Kwalifikacje | Finał  | Finał   |
| Zawodnik         | Konkurencja   | Punkty       | Miejsce      | Punkty | Miejsce |
| ---------------- | ------------- | ------------ | ------------ | ------ | ------- |
| Ahmad Al Maktoum | trap          | 121          | 6. Q         | 144    | 4.      |
| Ahmad Al Maktoum | trap podwójny | 144 =        | 1. Q         | 189    | złoto   |
| Saeed Al Maktoum | skeet         | 114          | 37.          | NQ     | NQ      |